# Devarhulagabal, Muddebihal
Devarhulagabal là một làng thuộc tehsil Muddebihal, huyện Bijapur, bang Karnataka, Ấn Độ.